# Omonville-la-Petite
Omonville-la-Petiteés un municipi delegat francès al departament de la Manche (regió de Normandia). L'1 de gener de 2017 va fusionar amb el municipi nou de La Hague. L'any 2007 tenia 124 habitants.

## Demografia

### Població
El 2007 la població de fet d'Omonville-la-Petite era de 124 persones. Hi havia 48 famílies de les quals 12 eren unipersonals (4 homes vivint sols i 8 dones vivint soles), 16 parelles sense fills i 20 parelles amb fills.
La població ha evolucionat segons el següent gràfic:
Habitants censats

### Habitatges
El 2007 hi havia 97 habitatges, 51 eren l'habitatge principal de la família, 38 eren segones residències i 8 estaven desocupats. 95 eren cases i 1 era un apartament. Dels 51 habitatges principals, 41 estaven ocupats pels seus propietaris, 9 estaven llogats i ocupats pels llogaters i 1 estava cedit a títol gratuït; 2 tenien dues cambres, 5 en tenien tres, 13 en tenien quatre i 31 en tenien cinc o més. 43 habitatges disposaven pel capbaix d'una plaça de pàrquing. A 20 habitatges hi havia un automòbil i a 27 n'hi havia dos o més.

### Piràmide de població
La piràmide de població per edats i sexe el 2009 era:
| Homes | Edats   | Dones |
| ----- | ------- | ----- |
| 4     | 95 o +  | 0     |
| 4     | 90 a 94 | 0     |
| 0     | 85 a 89 | 0     |
| 0     | 80 a 84 | 0     |
| 4     | 75 a 79 | 4     |
| 0     | 70 a 74 | 4     |
| 12    | 65 a 69 | 0     |
| 4     | 60 a 64 | 8     |
| 4     | 55 a 59 | 4     |
| 8     | 50 a 54 | 8     |
| 4     | 45 a 49 | 4     |
| 12    | 40 a 44 | 4     |
| 0     | 35 a 39 | 4     |
| 0     | 30 a 34 | 0     |
| 0     | 25 a 29 | 0     |
| 0     | 20 a 24 | 0     |
| 12    | 15 a 19 | 12    |
| 8     | 10 a 14 | 4     |
| 12    | 5 a 9   | 0     |
| 0     | 0 a 4   | 0     |

## Economia
El 2007 la població en edat de treballar era de 71 persones, 44 eren actives i 27 eren inactives. De les 44 persones actives 42 estaven ocupades (26 homes i 16 dones) i 2 estaven aturades (2 dones i 2 dones). De les 27 persones inactives 7 estaven jubilades, 13 estaven estudiant i 7 estaven classificades com a «altres inactius».

### Ingressos
El 2009 a Omonville-la-Petite hi havia 57 unitats fiscals que integraven 137 persones, la mediana anual d'ingressos fiscals per persona era de 17.956 €.

### Activitats econòmiques
Dels 3 establiments que hi havia el 2007, 1 era d'una empresa de transport i 2 d'empreses d'hostatgeria i restauració.
L'any 2000 a Omonville-la-Petite hi havia 8 explotacions agrícoles que ocupaven un total de 315 hectàrees.

## Poblacions més properes
El següent diagrama mostra les poblacions més properes.